# Halophila capricorni
Halophila capricorni là một loài thực vật có hoa trong họ Hydrocharitaceae. Loài này được Larkum mô tả khoa học đầu tiên năm 1995.